# Il Balletto di Bronzo
Il Balletto di Bronzo — італійський гурт напрямку прогресивний рок, що працював з кінця 1960-х років до 1973 року й відтворений наприкінці 1990-х років. Сформований у Неаполі.

## Дискографія
- 1970 : Sirio 2222
- 1972 : Ys (англійська версія — 1992)
- 1990 : Il re del castello (матеріал 1970-х років)
- 1999 : Trys